# Robert Adolf Rothkrans
Robert Adolf Rothkrans (Ubach over Worms, 2 november 1918 – Straat Makassar (Nederlands-Indië), 23 januari 1942) was vaandrig-kortverband-vlieger der Militaire Luchtvaart van het Koninklijk Nederlandsch-Indisch Leger (ML-KNIL) tijdens het begin van de Tweede Wereldoorlog.

## Tweede Wereldoorlog
Rothkrans was onderdeel van de 2e afdeling, vliegtuiggroep V, onder leiding van Kapitein Jacob Pieter van Helsdingen. Brewster Buffalo B-3115 droeg zijn naam. Als onderdeel van deze eenheid vloog Rothkrans tientallen missies boven Singapore en Nederlands-Indië. Op 23 januari 1942 was Rothkrans betrokken bij aanvallen op Japanse schepen in de Straat Makassar. Tijdens een duikbombardement, dat werd ingezet tezamen met sergeant Stoové, werd Rothkrans uit de lucht geschoten en stortte hij neer. Zijn lichaam werd nooit gevonden, waardoor hij nooit begraven is op een ereveld. Hierdoor is hij opgenomen in gedenkboek 41 van Buiten Erevelden. Op 24 januari 1942 werd hem, vanwege zijn moedige optreden tijdens de aanvallen, postuum het Bronzen Kruis toegekend.

## Onderscheidingen

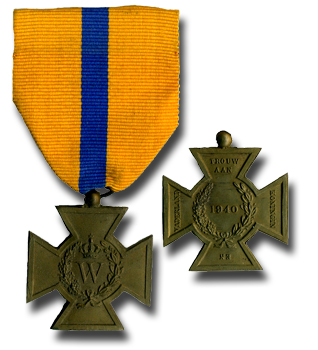
Bronzen Kruis G.B. No.1z van 24 februari 1942